# Artolz
Artolz ist eine Ortschaft und eine Katastralgemeinde der Gemeinde Pfaffenschlag bei Waidhofen a.d.Thaya im Bezirk Waidhofen an der Thaya im niederösterreichischen Waldviertel mit 51 Einwohnern (Stand 1. Jänner 2024).

## Geografie
Das Dorf liegt südlich von Pfaffenschlag am Fuße des Haltberges, einer bewaldeten Erhebung im Westen des Ortes. Durch den Ort führen der Europäische Fernwanderweg E8 und der Ostösterreichische Grenzlandweg. Am 1. April 2020 umfasste die Ortschaft 30 Adressen.

## Siedlungsentwicklung
Zum Jahreswechsel 1979/1980 befanden sich in der Katastralgemeinde Artolz insgesamt 44 Bauflächen mit 19.139 m² und 39 Gärten auf 14.579 m², 1989/1990 gab es 45 Bauflächen. 1999/2000 war die Zahl der Bauflächen auf 98 angewachsen und 2009/2010 bestanden 46 Gebäude auf 92 Bauflächen.

## Geschichte
Im Jahr 1822 wurde der Ort als Dorf mit 23 Häusern genannt, das nach Pfaffenschlag eingepfarrt war, die Kinder aber im Ort eingeschult wurden. Die Herrschaft Heidenreichstein besaß die Ortsobrigkeit, übte die Landgerichtsbarkeit aus, besorgte die Konskription und hatte die Grundherrschaft inne. Laut Adressbuch von Österreich waren im Jahr 1938 in Artolz ein Bierhändler, ein Gemischtwarenhändler und ein Schmied ansässig.

## Bodennutzung
Die Katastralgemeinde ist landwirtschaftlich geprägt. 248 Hektar wurden zum Jahreswechsel 1979/1980 landwirtschaftlich genutzt und 129 Hektar waren forstwirtschaftlich geführte Waldflächen. 1999/2000 wurde auf 206 Hektar Landwirtschaft betrieben und 170 Hektar waren als forstwirtschaftlich genutzte Flächen ausgewiesen. Ende 2018 waren 198 Hektar als landwirtschaftliche Flächen genutzt und Forstwirtschaft wurde auf 174 Hektar betrieben. Die durchschnittliche Bodenklimazahl von Artolz beträgt 20,6 (Stand 2010).

## Besonderheiten
Das sehr seltene Mineral Euxenit-(Y) wurde in der Nähe des Ortes aufgefunden.